# قناری آتلانتیک

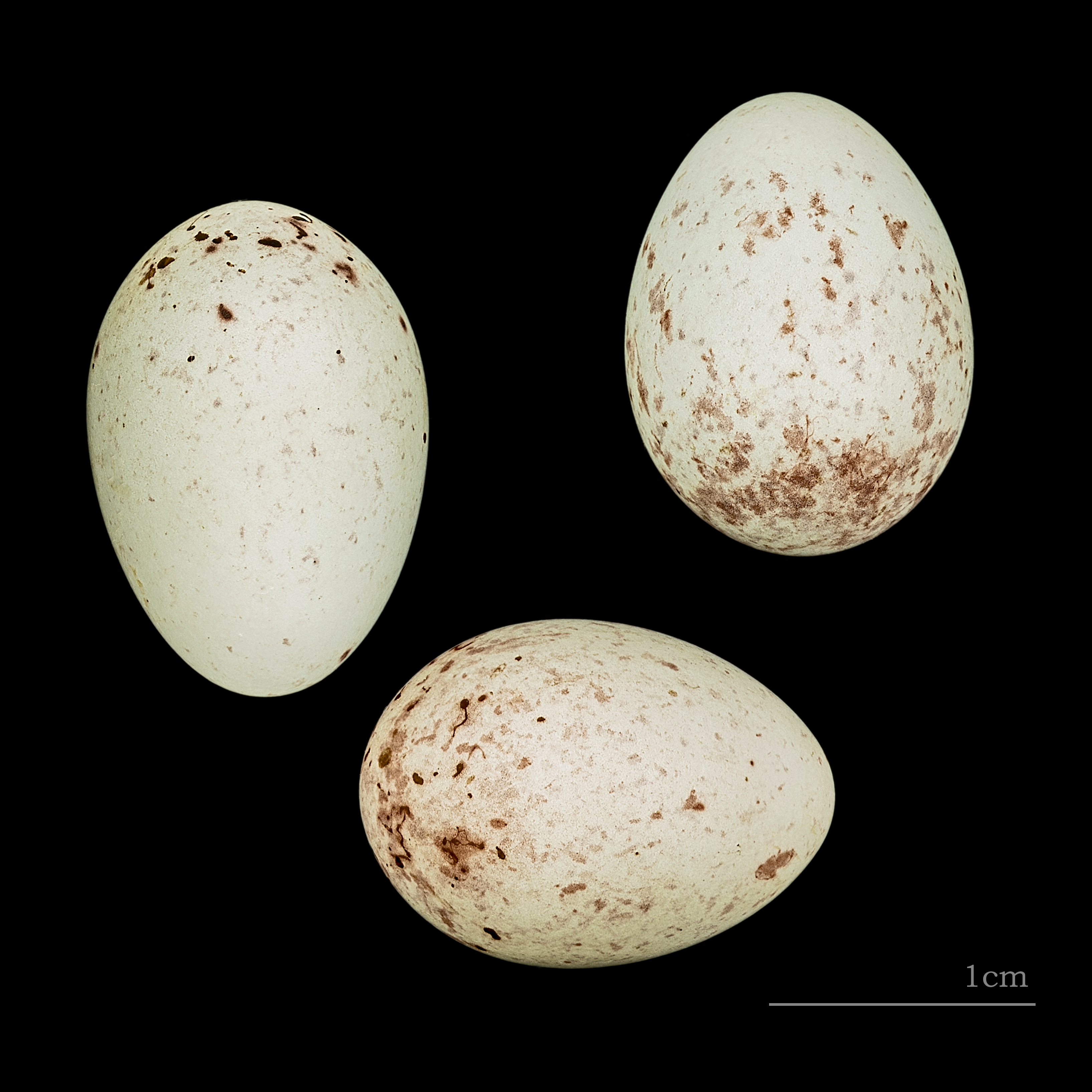
Serinus canaria canaria

قناری آتلانتیک یا قناری وحشی (نام علمی: Serinus canaria) یک پرنده آوازخوان بومی جزایر قناری، مادیرا و آزور در اقیانوس اطلس است که از خانواده سهره‌ها می‌باشد. پرنده وحشی اغلب سبز و زرد می‌باشد و با رگه‌هایی مایل به قهوه‌ای در پشتش. اما در اسارت در رنگ‌های مختلف تکثیر شده است.

## ویژگی‌ها
طول این پرنده ۱۲٫۵ سانتیمتر و فاصله نوک بال‌ها ۲۰ تا ۲۳ سانتیمتر و وزنش ۱۵ تا ۲۰ گرم است. پرنده نر سر بیشتر سبز و زرد دارد که بخش‌های زیرین زردتر است. شکم و بخش‌های مخفی زیر دم تقریباً سفید رنگ با مقداری خطوط تیره در اطراف هستند؛ و بخش‌های بالایی سبز و خاکستری با خطوط تیره هستند. ماده‌ها مانند نرها هستند اما سری خاکستری‌تر و سینه و بخش‌های زیرین زرد کم رنگ‌تر دارند. پرندگان جوان بیشتر قهوه‌ای با خطوط تیره هستند.
قناری یک پرنده اجتماعی است که همراه با گروه زندگی کرده و هر جفت باهم لانه می‌سازند و از یک محدوده کوچکی دفاع می‌کنند. لانه فنجانی شکل این پرنده ۱ تا ۶ متر و اغلب ۳ تا ۴ متر بالاتر از سطح زمین و بر روی یک درخت یا بوته ساخته می‌شود. لانه در میان برگ‌ها بسیار خوب پنهان می‌شود و معمولاً روی انتهای یک شاخه یا یک شاخه دوراهی ساخته می‌شود. لانه از شاخه‌های کوچک، خزه، علف و دیگر مواد گیاهی ساخته می‌شود و با مواد نرم مثل پر و مو پر می‌شود.
تخم‌ها بین دی‌ماه تا خردادماه در جزایر قناری گذاشته می‌شود. هر دوره تخم‌گذاری شامل ۳ یا ۴ و گه‌گاه تا ۵ تا هستند و هر ساله ۲ یا ۳ جوجه پرورش می‌یابد. پرنده ۱۳ یا ۱۴ روز روی تخم‌ها می‌خوابد و جوجه‌ها ۱۴ تا ۲۱ روز و معمولاً ۱۵ تا ۲۷ روز پر و بال درمی‌آورند.
قناری‌ها با گروه تغذیه می‌کنند. آن‌ها معمولاً در میان علف‌های روییده بر روی زمین کنکاش می‌کنند و از گیاهان نو رسته تغذیه می‌کنند. غذای اصلی آن‌ها دانه گیاهانی مانند علف هرز و انجیر است. همچنین قناری‌ها از حشرات و سایر مواد گیاهی تغذیه می‌کنند.
قناری اهلی اغلب به عنوان حیوان خانگی انتخاب می‌شوند. تکثیر آن‌ها باعث به وجود آمدن قناری‌هایی با رنگ و شکل‌های مختلف گشته است. پرنده زرد بسیار متداول بود تا زمانی که قناری سرخ رنگ با استفاده از جفت‌گیری با سهره سرخ به وجود آمد. سابق بر این از قناری‌ها در معادن برای هشدار دادن در موقع نشت گازهای خطرناک استفاده می‌شد. همچنین این پرنده در پژوهش‌های علمی به‌طور گسترده بکار برده می‌شد.

## تاریخچه پیدایش قناری
طبق مدارک و شواهد موجود، قناری برای اولین بار در چند جزیره کوچک واقع در اقیانوس آتلانتیک (اطلس)، که هوایی معتدل دارد، دیده شده است. این سرزمین‌ها عبارتند از جزایر قناری، که در کنار سواحل آفریقا واقع شده و متعلق به کشور اسپانیاست و نیز جزایر مادریا و آزورز که جزو خاک پرتغال هستند.
تصور می‌شود ملوانان یک کشتی اسپانیایی هنگام عبور از کنار سواحل جزایر قناری، متوجه پرنده‌های کوچک و آواز خوان می‌شوند که آزادانه در این سرزمین‌ها زندگی می‌کردند. آن‌ها تعداد زیادی از این پرنده‌ها را گرفته و با خود به اسپانیا می‌برند. در واقع این پرنده‌ها اجداد قناری‌های امروزی هستند که نام آن‌ها را از روی جزایری که برای اولین بار در آن‌ها یافت شده‌اند، اقتباس کرده‌اند. سپس به نقاط مختلف اروپا فرستاده شدند و طی سالیان متمادی با اصلاح نژادی به صورت انواع نژادها درآمده‌اند. 
در ابتدا این پرنده مختص اشراف‌زادگان و ثروتمندان بوده که سوداگران فقط قناری نر را می‌فروختند چون توانایی آواز خواندن داشتند و در عین حال به تنهایی نمی‌توانستند تولید مثل کنند.

### تاریخچه ورود اولین قناری به ایران
در رابطه ورود اولین قناری به ایران مدارک دقیقی در دست نمی‌باشد ولی در کتاب رجال عصر ناصری آمده است که: «.... دوست محمد خان معیرالممالک که در دربار ناصرالدین شاه بود پس از استعفا از مناصب دولتی از راه عتبات و مصر به اروپا رفت. وی پس از بازگشت از فرنگ در سال ۱۳۰۶ تعدادی از پرندگان اهلی مرغ، خروس، اردک کاکلی، کبوتر، تعداد بیست جفت قناری دو رگ فری سفید و لیمویی و ابلق را با خود به ایران آورد و در منطقه مهر آباد فعلی در باغی در حدود شصت هزار متر که مهریه مادرش بوده و از مکان‌های زیبا آن زمان به‌شمار می‌آمده نگهداری می‌کرد.»